# 林登席德
林登席德是德国莱茵兰-普法尔茨州的一个市镇。总面积3.17平方公里，总人口199人，其中男性101人，女性98人（2011年12月31日），人口密度63人/平方公里。